# Springbok Radio
Springbok Radio fue una estación de radio sudafricana que funcionó desde 1950 hasta 1985. Su programación reflejaba el estilo de vida suburbano de los blancos, principalmente de habla inglesa, cuando muchas mujeres eran amas de casa.

## Historia
La decisión de SABC en diciembre de 1945 de desarrollar un servicio comercial de radio se vio limitada por problemas financieros de la posguerra. Después de casi 5 años de investigación y después de consultar a la BBC y al gobierno sudafricano, decidió introducir una radio comercial para complementar el servicio público de SABC en inglés y afrikáans y ayudar a resolver los problemas financieros de SABC. El SABC construiría el equipo y las instalaciones y los pondría a disposición de los anunciantes y sus agencias al costo de las producciones y les permitiría hacer uso del personal de producción de SABC.
El 1° de mayo de 1950, la primera estación de radio comercial en Sudáfrica, Springbok Radio, salió al aire. Bilingüe en inglés y afrikáans, transmitido desde el Centro de Johannesburgo durante 113 horas y media a la semana. El servicio demostró ser tan popular entre los anunciantes en su lanzamiento que el horario comercial se reservó con mucha antelación. El servicio comenzó a las 6:43 a. m. con la música Vat Jou Goed en Trek, Ferreira.
Muchos programas dramáticos durante la década de 1950 se importaron de Australia, pero a medida que se disponía de más fondos, Springbok Radio produjo casi todos sus programas en Sudáfrica a través de una red de casas de producción independientes. A fines de 1950, el 30 por ciento de los programas de Springbok Radio fueron producidos por talentos o materiales sudafricanos y se vendieron producciones independientes a los patrocinadores. Al mismo tiempo, se había vendido o usado todo el tiempo al aire y se extendió el tiempo de transmisión.
Para 1985, Springbok Radio estaba operando con una gran pérdida. Después de perder a los oyentes con la entrega de sus frecuencias de onda corta a Radio 5 y enfrentar la competencia de la televisión, a pesar de la llegada tardía del medio en 1976, dejó de transmitir el 31 de diciembre de 1985.

## Esfuerzos de preservación
Fundada en 2002 y con sede en Johannesburgo, la Springbok Radio Preservation Society of South Africa (Traducible al español como Sociedad de preservación de Springbok Radio de Sudáfrica) se trataba de una organización sin fines de lucro que había recopilado y archivado todo tipo de material, incluidas grabaciones de sonido y fotografías relacionadas con Springbok Radio. Albergaba el archivo de grabación de sonido más grande de la estación en el mundo y era un archivo de sonido reconocido internacionalmente. 
El archivo contenía muchas grabaciones originales en cintas y magnetofónicas, así como discos de transcripción y muchas grabaciones privadas de la estación. La sociedad participó en un proyecto de restauración, transfiriendo las grabaciones analógicas a un formato digital. El 1° de julio de 2008, esta Sociedad lanzó Springbok Radio Digital, un servicio donde se pueden escuchar muchos de los programas restaurados.
El 8 de mayo de 2012, los archivos de la Sociedad se entregaron al Archivo de SABC y la sociedad se disolvió oficialmente. 